# Die kultigsten Filme aller Zeiten
Die kultigsten Filme aller Zeiten  (abgekürzt KulFaZ) ist eine Filmreihe des Senders Tele 5 und ein Ableger der satirischen Filmreihe Die schlechtesten Filme aller Zeiten. Wie bei dieser werden von Oliver Kalkofe und Peter Rütten Filme vorgestellt, hier aber gute Filme mit Kultfaktor, die im Anschluss von ihnen in drei Kategorien bewertet werden: Haltbarkeit, Kultfaktor und Funfaktor, in denen sie jeweils bis zu zehn Punkten vergeben.
Die erste Staffel bestand aus vier Filmen und erschien im Juni/Juli 2022. Die zweite Staffel lief im Juni 2023.

## Daten
| Nr. (gesamt) | Nr. (Staffel) | Film                                       | Erscheinungs- jahr | Ausstrahlungstermin | Bewertung         | Bewertung        | Bewertung        |
| Nr. (gesamt) | Nr. (Staffel) | Film                                       | Erscheinungs- jahr | Ausstrahlungstermin | Kalkofe (max. 30) | Rütten (max. 30) | gesamt (max. 60) |
| Staffel 1    | Staffel 1     | Staffel 1                                  | Staffel 1          | Staffel 1           | Staffel 1         | Staffel 1        | Staffel 1        |
| ------------ | ------------- | ------------------------------------------ | ------------------ | ------------------- | ----------------- | ---------------- | ---------------- |
| 1            | 1             | Flash Gordon                               | 1980               | 10. Juni 2022       | 24                | 18               | 42               |
| 2            | 2             | La Boum – Die Fete                         | 1980               | 17. Juni 2022       | 18                | 22               | 40               |
| 3            | 3             | Top Secret!                                | 1984               | 24. Juni 2022       | 26                | 25               | 51               |
| 4            | 4             | Blues Brothers                             | 1980               | 1. Juli 2022        | 28                | 26               | 54               |
| Staffel 2    |               |                                            |                    |                     |                   |                  |                  |
| 5            | 1             | Bill & Teds verrückte Reise durch die Zeit | 1989               | 2. Juni 2023        | 16                | 18               | 34               |
| 6            | 2             | Tod auf dem Nil                            | 1978               | 9. Juni 2023        | 25                | 21               | 46               |
| 7            | 3             | Mars Attacks!                              | 1996               | 16. Juni 2023       | 22                | 23               | 45               |
| 8            | 4             | Monty Python’s Der Sinn des Lebens         | 1983               | 23. Juni 2023       | 30                | 29               | 59               |